# Llista d'asteroides/171401-171500
| Nom              | Designació provisional | Data de descobriment   | Lloc de descobriment | Descobridor/s                                          |
| ---------------- | ---------------------- | ---------------------- | -------------------- | ------------------------------------------------------ |
| 171401 -         | 2006 QC129             | 17 d'agost de 2006     | Palomar              | NEAT                                                   |
| 171402 -         | 2006 QL133             | 23 d'agost de 2006     | Siding Spring        | SSS                                                    |
| 171403 -         | 2006 QV136             | 16 d'agost de 2006     | Palomar              | NEAT                                                   |
| 171404 -         | 2006 QR141             | 18 d'agost de 2006     | Palomar              | NEAT                                                   |
| 171405 -         | 2006 QS144             | 28 d'agost de 2006     | Socorro              | LINEAR                                                 |
| 171406 -         | 2006 QV145             | 18 d'agost de 2006     | Kitt Peak            | Spacewatch                                             |
| 171407 -         | 2006 QV148             | 18 d'agost de 2006     | Kitt Peak            | Spacewatch                                             |
| 171408 -         | 2006 QF150             | 19 d'agost de 2006     | Kitt Peak            | Spacewatch                                             |
| 171409 -         | 2006 QV162             | 21 d'agost de 2006     | Kitt Peak            | Spacewatch                                             |
| 171410 -         | 2006 QZ167             | 30 d'agost de 2006     | Anderson Mesa        | LONEOS                                                 |
| 171411 -         | 2006 RO3               | 11 de setembre de 2006 | Catalina             | CSS                                                    |
| 171412 -         | 2006 RS35              | 14 de setembre de 2006 | Palomar              | NEAT                                                   |
| 171413 -         | 2006 RK50              | 14 de setembre de 2006 | Kitt Peak            | Spacewatch                                             |
| 171414 -         | 2006 RJ91              | 15 de setembre de 2006 | Kitt Peak            | Spacewatch                                             |
| 171415 -         | 2006 RV99              | 14 de setembre de 2006 | Palomar              | NEAT                                                   |
| 171416 -         | 2006 SL11              | 16 de setembre de 2006 | Socorro              | LINEAR                                                 |
| 171417 -         | 2006 SS153             | 20 de setembre de 2006 | Catalina             | CSS                                                    |
| 171418 -         | 2006 TH2               | 2 d'octubre de 2006    | Mount Lemmon         | Mount Lemmon Survey                                    |
| 171419 -         | 2006 UH107             | 18 d'octubre de 2006   | Kitt Peak            | Spacewatch                                             |
| 171420 -         | 2006 VX28              | 10 de novembre de 2006 | Kitt Peak            | Spacewatch                                             |
| 171421 -         | 2007 AG11              | 14 de gener de 2007    | Altschwendt          | W. Ries                                                |
| 171422 -         | 2007 EL14              | 9 de març de 2007      | Kitt Peak            | Spacewatch                                             |
| 171423 -         | 2007 MQ19              | 21 de juny de 2007     | Mount Lemmon         | Mount Lemmon Survey                                    |
| 171424 -         | 2007 NL2               | 13 de juliol de 2007   | OAM                  | OAM                                                    |
| 171425 -         | 2007 PC17              | 8 d'agost de 2007      | Socorro              | LINEAR                                                 |
| 171426 -         | 2007 PP18              | 9 d'agost de 2007      | Socorro              | LINEAR                                                 |
| 171427 -         | 2007 PB21              | 9 d'agost de 2007      | Socorro              | LINEAR                                                 |
| 171428 -         | 2007 PA26              | 9 d'agost de 2007      | Socorro              | LINEAR                                                 |
| 171429 Hunstead  | 2007 RD5               | 1 de setembre de 2007  | Siding Spring        | K. Sárneczky, L. Kiss                                  |
| 171430 -         | 2007 RX10              | 9 de setembre de 2007  | Palomar              | Palomar                                                |
| 171431 -         | 2007 RC19              | 13 de setembre de 2007 | Chante-Perdrix       | Chante-Perdrix                                         |
| 171432 -         | 2007 RK19              | 5 de setembre de 2007  | Bergisch Gladbach    | W. Bickel                                              |
| 171433 Prothous  | 2007 RK35              | 7 de setembre de 2007  | La Cañada            | J. Lacruz                                              |
| 171434 -         | 2007 RO38              | 8 de setembre de 2007  | Anderson Mesa        | LONEOS                                                 |
| 171435 -         | 2007 RW67              | 10 de setembre de 2007 | Kitt Peak            | Spacewatch                                             |
| 171436 -         | 2007 RF72              | 10 de setembre de 2007 | Kitt Peak            | Spacewatch                                             |
| 171437 -         | 2007 RO83              | 10 de setembre de 2007 | Kitt Peak            | Spacewatch                                             |
| 171438 -         | 2007 RG84              | 10 de setembre de 2007 | Kitt Peak            | Spacewatch                                             |
| 171439 -         | 2007 RO89              | 10 de setembre de 2007 | Mount Lemmon         | Mount Lemmon Survey                                    |
| 171440 -         | 2007 RT101             | 11 de setembre de 2007 | Mount Lemmon         | Mount Lemmon Survey                                    |
| 171441 -         | 2007 RC106             | 11 de setembre de 2007 | Catalina             | CSS                                                    |
| 171442 -         | 2007 RU112             | 11 de setembre de 2007 | Kitt Peak            | Spacewatch                                             |
| 171443 -         | 2007 RQ140             | 13 de setembre de 2007 | Socorro              | LINEAR                                                 |
| 171444 -         | 2007 RL141             | 13 de setembre de 2007 | Socorro              | LINEAR                                                 |
| 171445 -         | 2007 RT141             | 13 de setembre de 2007 | Socorro              | LINEAR                                                 |
| 171446 -         | 2007 RL142             | 13 de setembre de 2007 | Socorro              | LINEAR                                                 |
| 171447 -         | 2007 RO145             | 14 de setembre de 2007 | Socorro              | LINEAR                                                 |
| 171448 -         | 2007 RD147             | 11 de setembre de 2007 | Purple Mountain      | PMO NEO Survey Program                                 |
| 171449 -         | 2007 RE223             | 12 de setembre de 2007 | Anderson Mesa        | LONEOS                                                 |
| 171450 -         | 2007 RO276             | 5 de setembre de 2007  | Catalina             | CSS                                                    |
| 171451 -         | 2007 SR7               | 18 de setembre de 2007 | Kitt Peak            | Spacewatch                                             |
| 171452 -         | 2007 SZ13              | 20 de setembre de 2007 | Catalina             | CSS                                                    |
| 171453 -         | 2007 SH15              | 25 de setembre de 2007 | Mount Lemmon         | Mount Lemmon Survey                                    |
| 171454 -         | 2007 SM17              | 18 de setembre de 2007 | Anderson Mesa        | LONEOS                                                 |
| 171455 -         | 2007 TR                | 3 d'octubre de 2007    | RAS                  | A. Lowe                                                |
| 171456 -         | 2007 TU11              | 6 d'octubre de 2007    | Socorro              | LINEAR                                                 |
| 171457 -         | 2007 TS12              | 6 d'octubre de 2007    | Socorro              | LINEAR                                                 |
| 171458 Pepaprats | 2007 TF14              | 7 d'octubre de 2007    | OAM                  | OAM                                                    |
| 171459 -         | 2007 TN176             | 5 d'octubre de 2007    | Hibiscus             | Hibiscus                                               |
| 171460 -         | 2170 P-L               | 24 de setembre de 1960 | Palomar              | C. J. van Houten, I. van Houten-Groeneveld, T. Gehrels |
| 171461 -         | 2666 P-L               | 24 de setembre de 1960 | Palomar              | C. J. van Houten, I. van Houten-Groeneveld, T. Gehrels |
| 171462 -         | 4518 P-L               | 24 de setembre de 1960 | Palomar              | C. J. van Houten, I. van Houten-Groeneveld, T. Gehrels |
| 171463 -         | 6272 P-L               | 24 de setembre de 1960 | Palomar              | C. J. van Houten, I. van Houten-Groeneveld, T. Gehrels |
| 171464 -         | 6731 P-L               | 24 de setembre de 1960 | Palomar              | C. J. van Houten, I. van Houten-Groeneveld, T. Gehrels |
| 171465 Evamaria  | 6847 P-L               | 24 de setembre de 1960 | Palomar              | C. J. van Houten, I. van Houten-Groeneveld, T. Gehrels |
| 171466 -         | 6862 P-L               | 24 de setembre de 1960 | Palomar              | C. J. van Houten, I. van Houten-Groeneveld, T. Gehrels |
| 171467 -         | 2040 T-1               | 25 de març de 1971     | Palomar              | C. J. van Houten, I. van Houten-Groeneveld, T. Gehrels |
| 171468 -         | 2252 T-1               | 25 de març de 1971     | Palomar              | C. J. van Houten, I. van Houten-Groeneveld, T. Gehrels |
| 171469 -         | 1103 T-2               | 29 de setembre de 1973 | Palomar              | C. J. van Houten, I. van Houten-Groeneveld, T. Gehrels |
| 171470 -         | 1275 T-2               | 29 de setembre de 1973 | Palomar              | C. J. van Houten, I. van Houten-Groeneveld, T. Gehrels |
| 171471 -         | 2112 T-3               | 16 d'octubre de 1977   | Palomar              | C. J. van Houten, I. van Houten-Groeneveld, T. Gehrels |
| 171472 -         | 2195 T-3               | 16 d'octubre de 1977   | Palomar              | C. J. van Houten, I. van Houten-Groeneveld, T. Gehrels |
| 171473 -         | 3182 T-3               | 16 d'octubre de 1977   | Palomar              | C. J. van Houten, I. van Houten-Groeneveld, T. Gehrels |
| 171474 -         | 5064 T-3               | 16 d'octubre de 1977   | Palomar              | C. J. van Houten, I. van Houten-Groeneveld, T. Gehrels |
| 171475 -         | 5151 T-3               | 16 d'octubre de 1977   | Palomar              | C. J. van Houten, I. van Houten-Groeneveld, T. Gehrels |
| 171476 -         | 1993 RT4               | 15 de setembre de 1993 | La Silla             | E. W. Elst                                             |
| 171477 -         | 1993 YL1               | 16 de desembre de 1993 | Kitt Peak            | Spacewatch                                             |
| 171478 -         | 1994 EG5               | 7 de març de 1994      | Kitt Peak            | Spacewatch                                             |
| 171479 -         | 1994 GP4               | 6 d'abril de 1994      | Kitt Peak            | Spacewatch                                             |
| 171480 -         | 1995 EW3               | 2 de març de 1995      | Kitt Peak            | Spacewatch                                             |
| 171481 -         | 1995 SN15              | 18 de setembre de 1995 | Kitt Peak            | Spacewatch                                             |
| 171482 -         | 1995 SN34              | 22 de setembre de 1995 | Kitt Peak            | Spacewatch                                             |
| 171483 -         | 1995 SO45              | 26 de setembre de 1995 | Kitt Peak            | Spacewatch                                             |
| 171484 -         | 1995 VZ3               | 14 de novembre de 1995 | Kitt Peak            | Spacewatch                                             |
| 171485 -         | 1995 YZ2               | 26 de desembre de 1995 | Oizumi               | T. Kobayashi                                           |
| 171486 -         | 1996 MO                | 23 de juny de 1996     | Kitt Peak            | Spacewatch                                             |
| 171487 -         | 1996 RA12              | 8 de setembre de 1996  | Kitt Peak            | Spacewatch                                             |
| 171488 -         | 1996 TO16              | 4 d'octubre de 1996    | Kitt Peak            | Spacewatch                                             |
| 171489 -         | 1996 TB27              | 7 d'octubre de 1996    | Kitt Peak            | Spacewatch                                             |
| 171490 -         | 1996 TX31              | 9 d'octubre de 1996    | Kitt Peak            | Spacewatch                                             |
| 171491 -         | 1996 TT44              | 6 d'octubre de 1996    | Kitt Peak            | Spacewatch                                             |
| 171492 -         | 1996 VK1               | 7 de novembre de 1996  | Prescott             | P. G. Comba                                            |
| 171493 -         | 1996 VQ13              | 5 de novembre de 1996  | Kitt Peak            | Spacewatch                                             |
| 171494 -         | 1996 XS3               | 1 de desembre de 1996  | Kitt Peak            | Spacewatch                                             |
| 171495 -         | 1996 XD24              | 5 de desembre de 1996  | Kitt Peak            | Spacewatch                                             |
| 171496 -         | 1996 XY29              | 14 de desembre de 1996 | Kitt Peak            | Spacewatch                                             |
| 171497 -         | 1997 BY2               | 30 de gener de 1997    | Oizumi               | T. Kobayashi                                           |
| 171498 -         | 1997 CD2               | 2 de febrer de 1997    | Kitt Peak            | Spacewatch                                             |
| 171499 -         | 1997 GB17              | 3 d'abril de 1997      | Socorro              | LINEAR                                                 |
| 171500 -         | 1997 GJ20              | 5 d'abril de 1997      | Socorro              | LINEAR                                                 |